# عمار بن علي الكلبي
عمار بن علي بن أبي الحسين الكلبي هو أحد أفراد سلالة أمراء بني كلب وقائد عسكري في الدولة الفاطمية في حروبها مع الإمبراطورية البيزنطية في صقلية وجنوب إيطاليا في تسعينيات القرن الماضي.

## سيرته
ينحدر من قبيلة بني كلب العربية، وينتمي إلى عائلة أرستقراطية تأسست في إفريقية منذ الفتح الإسلامي للمغرب. انضمت أسرته للفاطميين بعد الإطاحة بالأغالبة عام 909ك، وخدم والده الفاطميين حتى قُتل على أيدي الجماهير المتمردة في جرجنت عام 938م. وكان عمار من المقربين لجوذر الصقبلي، الحاكم القوي ورئيس وزراء الخليفة المنصور بنصر الله.
في ربيع أو أوائل صيف 956م أرسله الخليفة المعز إلى صقلية على رأس الأسطول الفاطمي، لمواجهة البيزنطيين. وألحق عمار هزيمة ثقيلة بالأسطول البيزنطي، وحقق الفاطميون بقيادة الحسن شقيق عمار وجوهر الصقلي انتصارات أخرى وداهموا كالابريا. وزار القائد البيزنطي ماريانوس أرغيروس الخليفة ورتب للهدنة، لكن سرعان ما تم كسرها واستؤنفت الحرب. وفي ربيع 957م عبر عمار من صقلية إلى كالابريا، لكن الفاطميين أنفسهم تكبدوا خسائر فادحة. وفشلت محاولة أخرى من قبل أرغيروس لتجديد الهدنة في الخريف، وفي العام التالي هزم عمار والحسن قواته في صقلية؛ ولكن بعد فترة وجيزة من عودة الأسطول الفاطمي من كالابريا إلى صقلية تحطم الأسطول خلال عاصفة قبالة باليرمو، حيث لقي عمار حتفه في 24 سبتمبر 958م، وانتشلت جثة عمار بين الحطام ودفنها شقيقه الحسن في صقلية.
خدم ابنه الحسن بن عمار أيضًا ضد البيزنطيين في صقلية وإيطاليا قبل أن يذهب إلى مصر التي تم فتحها حديثًا، حيث ترقى ليصبح رئيس الوزراء في عهد الخليفة الحاكم بأمر الله في 996-997، قبل الإطاحة به وإعدامه من قبل برجوان.